# Tema DSCH

Il tema DSCH è un motivo musicale utilizzato dal compositore Dmitrij Šostakovič per rappresentare se stesso. È un crittogramma musicale alla maniera del tema BACH, costituito dalle note re, mi bemolle, do, si naturale o in notazione musicale tedesca D, Es, C, H (pronunciato come "De-Es-Ce-Ha "), rappresentando così le iniziali del compositore nella traslitterazione tedesca: D. Sch. (Dmitri Schostakowitsch).

## Utilizzo

### Šostakovič
Il motivo si presenta in molte delle sue opere, tra le quali:
- Sinfonia n. 8 in do minore, Op. 65
- Concerto per violino n. 1 in la minore, Op. 77
- Fuga n. 15 in re bemolle maggiore, Op. 87 (solo una volta, nello stretto)
- Quartetto per archi n. 5 in si bemolle maggiore, Op. 92
- Sinfonia n. 10 in mi minore, Op. 93
- Quartetto per archi n. 6 in sol maggiore, Op. 101 (Suonato contemporaneamente dai quattro strumenti alla fine di ogni movimento)
- Concerto per violoncello n. 1 in mi bemolle maggiore, Op. 107
- Quartetto per archi n. 8 in do minore, Op. 110 (appare in ogni singolo movimento)
- Sinfonia n. 15 in la maggiore, Op. 141.
- Sonata per pianoforte n. 2 in si minore, Op. 61

### Altri
Prima che Šostakovič usasse il tema, fu usato da Mozart nelle battute 16 e 18 del suo Quartetto per archi n. 19 in do maggiore, K. 465 nella prima parte del violino.
Molti omaggi a Šostakovič (come il Prelude in memory of Dmitrij Šostakovič di Schnittke o il Quartetto d'archi n. 9 di Tsintsadze) fanno ampio uso del tema. Il compositore britannico Ronald Stevenson ha composto una grande Passacaglia su di esso. Anche Edison Denisov dedicò alcune opere a Šostakovič, D-S-C-H per clarinetto, trombone, violoncello e pianoforte del 1969 e la sua Sonata per sassofono del 1970, citando più volte il tema e utilizzandolo come le prime quattro note di una serie di dodici toni. Denisov era stato il protetto di Šostakovič per lungo tempo.
Rejoice in the Lamb (1943) di Benjamin Britten contiene il tema DSCH ripetuto più volte nell'accompagnamento, sempre più forte ogni volta, infine con un fortissimo sugli accordi che accompagnano "And the watchman strikes me with his staff" ("E il guardiano mi colpisce con il suo bastone"). Il testo vocale legato al tema è "Silly Fellow, Silly Fellow, is against me" ("Stupido, sciocco, è contro di me"). Un ulteriore riferimento appare in The Rape of Lucretia di Britten (1946), in cui il tema DSCH funge da componente strutturale principale dell'aria di Lucretia "Give him this orchid" ("Dagli questa orchidea").
Il compositore italiano contemporaneo Lorenzo Ferrero ne fece uso in DEsCH, una composizione per oboe, fagotto, pianoforte e orchestra scritta nel 2006 per commemorare il centenario della nascita di Šostakovič e in Op.111 - Bagatella su Beethoven (2009), che mescola i temi della Sonata per pianoforte n. 32 in do minore, op. 111 di Ludwig van Beethoven con il monogramma musicale di Šostakovič.
Il tema è stato anche incorporato dai Chumbawamba in Hammer, Stirrup and Anvil (Martello, staffa e incudine) del 2009, la loro canzone sulla carriera di Šostakovič sotto Stalin.
Danny Elfman, nella sua colonna sonora influenzata dalla Russia per il film L'ultima eclissi del 1995, ha aperto il film con il tema DSCH e, successivamente, lo ha usato come un cenno al Quartetto per archi n. 8 di Šostakovič (che cita sulla sua playlist Apple iTunes del 10 ottobre 2006 come "Semplicemente uno dei brani musicali più belli, squisitamente tristi e pieni di sentimento che abbia mai ascoltato").
Il DSCH Journal, il diario fondamentale degli studi di Šostakovič, prende il nome dal tema. "DSCH" è talvolta usato come abbreviazione del nome Šostakovič. DSCH Publishers Archiviato il 4 giugno 2020 in Internet Archive. è una casa editrice di Mosca che nel 2005 ha pubblicato le 150 New Collected Works of Dmitrij Šostakovič, il 25% delle quali conteneva opere inedite.